# 白条纹龙胆
白条纹龙胆（学名：Gentiana burkillii）为龙胆科龙胆属的植物。分布在俄罗斯、喜马拉雅地区西部、尼泊尔、克什米尔、阿富汗以及中国大陆的西藏、青海等地，生长于海拔3,600米至4,300米的地区，常生长在山坡及山沟，目前尚未由人工引种栽培。